# Скрип
Скріп (англ. scrip) — випереджувальна видача сертифіката на нові акції до того, як вони будуть надруковані й видані на руки інвесторам. В англійській літературі цей термін використовується на позначення сертифікату який є заміною для будь-якого цінного паперу або валюти. Він не є законним платіжним засобом, а скоріше формою кредиту. Скріпи були вперше створені як засіб платежу у віддалених вугільних містах США.